# Atlas (Atlantide)
Pour les articles homonymes, voir Atlas.
Ne doit pas être confondu avec Atlas (Mythologie).

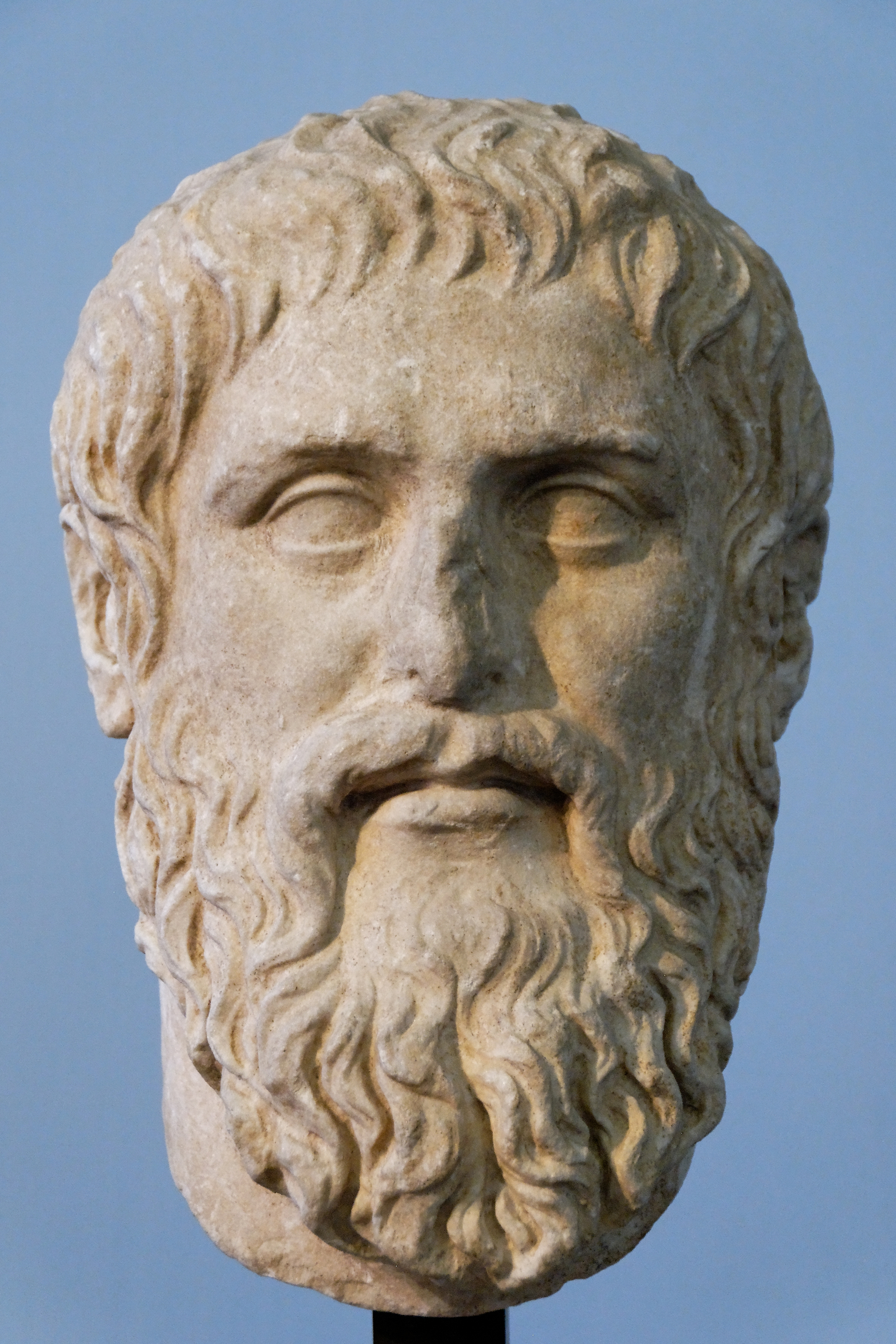
Platon, copie du portrait exécuté par Silanion pour l'Académie vers 370 av. J.-C., Centrale Montemartini.

Atlas est un personnage mythologique qui est, selon un passage du Critias de Platon, le premier fils de Poséidon, dieu grec de l'océan, et d'une mortelle nommée Clito. Il est le premier roi de la mythique Atlantide qui lui doit son nom, tout comme la mer « Atlantique » qui l'entoure.

## Mythographie
Suivant le récit de Platon — « inventeur » de l'Atlantide et seule source sur le personnage — lorsque les dieux se partagent la Terre, Poséidon, dieu des océans, reçoit Atlantis (Ἀτλαντίς) — devenu en français « Atlantide » —, une île gigantesque située au-delà des colonnes d'Héraclès. C'est une région fabuleuse, aux contours indéterminés, bordée du royaume Cimmérien au nord et par le jardin des Hespérides ou l'île des Bienheureux au sud.
Poséidon s'y unit avec Clitô (« l'illustre », « la magnifique »), une jeune mortelle autochtone, fille unique d'Événor (« l'homme de valeur ») et Leucippe (« la femme aux chevaux blancs »), qui enfante cinq couples de jumeaux mâles, élevés par le dieu. Chaque couple a un aîné et un cadet, et l'aîné de tous s'appelle Atlas — à l'étymologie obscure —, qui donne son nom à l'île — « Atlantis » — et aux habitants qui la peuplent — les « Atlantes » — ainsi qu'à la mer qui l'entoure — la mer « Atlantique ».
Atlas devient le premier souverain d'Atlantis, celui de la cité-capitale, dont l'autorité s'étend sur ses frères. Il reçoit le royaume au centre de l'île, le plus vaste et le meilleur, où se trouvait la maison maternelle à l'emplacement de laquelle est érigé un temple consacré à Clito et à Poséidon. Son jumeau, qui porte le double nom d'Eumélos en grec et de Gadir en langue atlante, reçoit lui l'extrémité de l'île située en face des Colonnes d'Héraclès. Le reste de la fratrie se partage en huit royaumes supplémentaires.
Son règne correspond à l'âge d'or de l'Atlantide sur laquelle ses descendants continuent de régner sur une population devenue innombrable, progressivement expansionniste et belliqueuse.